# Haplochromis taurinus
Haplochromis taurinus és una espècie de peix de la família dels cíclids i de l'ordre dels perciformes present als llacs Edward i George (Àfrica).
Els mascles poden assolir els 14 cm de longitud total.